# Kladogeneze

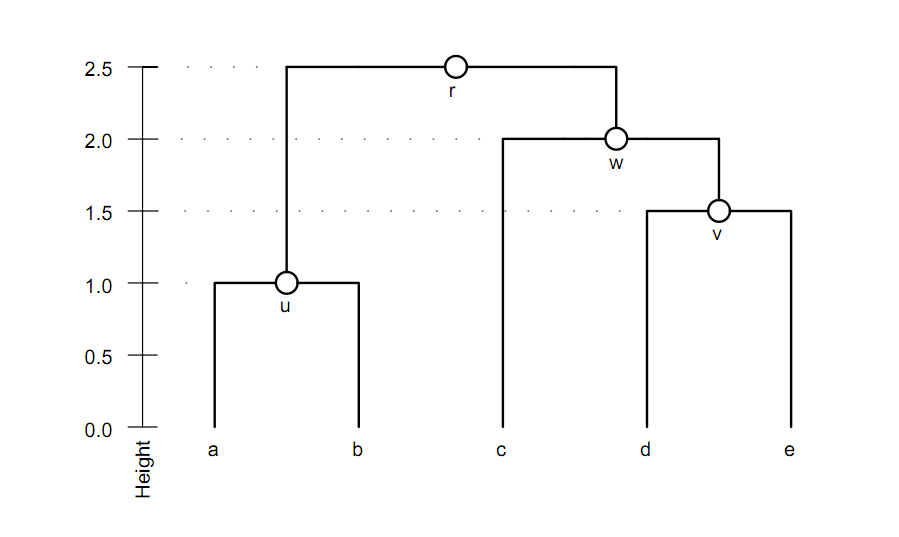
Dendrogram

Kladogeneze označuje v evoluční biologii a fylogenetice takový proces fylogeneze, během něhož dochází v drtivé většině případů k rozvětvení jedné vývojové linie organismů na dvě dceřiné vývojové linie. V případě speciační události lze hovořit o vzniku tzv. dceřiných druhů z mateřského druhu. Průběh kladogeneze lze graficky zachytit pomocí stromového grafu: dendrogramu.
Odlišným procesem fylogeneze je anageneze, jež označuje hromadění fenotypových změn v rámci jedné vývojové linie, při němž však nedochází k odštěpování nových linií. Kladogeneze a anageneze jsou spolu vzájemně provázány; anagenetické procesy vedou k tomu, že se díky nim dceřiné druhy stále více fenotypicky odlišují, tedy vzájemně divergují. Ke speciacím v rámci vývojové linie může docházet i velmi rychle po sobě. Divergence do mnoha příbuzných linií během krátké doby je označována jako evoluční radiace, resp. adaptivní radiace, pokud tyto divergence vedou k adaptacím na různé způsoby života/různé ekologické niky. V některých případech může dokonce dojít přímo k souběžnému vzniku mnoha dceřiných druhů z jednoho druhu mateřského.
Ve vzácnějších případech může při kladogenezi docházet naopak ke splývání vývojových linií. Tento proces se označuje jako syngeneze a vzniká například symbiogenezí, jejímž nejznámějším příkladem je nejspíše endosymbiotický původ eukaryotní buňky. Druhou možností syngeneze je mezidruhová hybridizace blízce příbuzných, pohlavně se rozmnožujících druhů.